# Stanisław Mglej
Stanisław Mglej (ur. 4 maja 1900 w Rzeszowie, zm. 14 października 1976 w Edynburgu) − polski naukowiec, lekarz weterynarii, polityk emigracyjny, członek Rady Trzech.

## Życiorys
Urodził się 4 maja 1900 w Rzeszowie. Jako słuchacz weterynarii wziął udział w obronie Lwowa w listopadzie 1918 walcząc na I odcinku, pododcinek „Wulka”. W 1924 uzyskał dyplom lekarza weterynarii i podjął pracę w macierzystej Akademii Medycyny Weterynaryjnej we Lwowie pod kierunkiem Zygmunta Markowskiego, kolejno jako młodszy asystent, asystent (od 1925) i adiunkt (od 1930) w Zakładzie Epizzotiologii (do 1930) i Zakładzie Chorób Wewnętrznych i Zaraźliwych. Jako stypendysta rządu francuskiego przebywał dwa lata w Paryżu na specjalizacji z etiologii chorób wewnętrznych. Na lwowskiej uczelni uzyskał doktorat (1927) i habilitację (1931), specjalizując się w patologii i terapii szczegółowej chorób wewnętrznych; prowadził m.in. zajęcia z chorób pasożytniczych i chorób krwi: fizyczne badanie zwierząt chorych, rozpoznawanie chorób zakaźnych, propedeutykę kliniczną chorób wewnętrznych. Od 1931 wykładał również – jako docent – zasady medycyny weterynaryjnej, przedmiot obejmujący patologię ogólną i szczegółową, choroby zakaźne i ich rozpoznawanie, na Wydziale Rolniczo-Lasowym Politechniki Lwowskiej (dawna Akademia Rolna w Dublanach). Wygłaszał popularyzatorskie prelekcje na spotkaniach Zrzeszenia Lekarzy Weterynaryjnych i Towarzystwa Walki z Gruźlicą. W 1937 uczestniczył w XV Zjeździe Lekarzy i Przyrodników Polskich we Lwowie. Działał społecznie w Stowarzyszeniu Asystentów Uniwersytetu Jana Kazimierza i Akademii Medycyny Weterynaryjnej we Lwowie (w 1932 pełniąc funkcję prezesa), a także w połowanym przy udziale tegoż stowarzyszenia krajowym Związku Stowarzyszeń Asystentów Państwowych Szkół Akademickich Rzeczypospolitej Polskiej (był prezesem w latach 1935–1936). Jeszcze przed wojną ogłosił kilka prac dotyczących nosówki i cholery drobiu. Publikował m.in. na łamach lwowskiego kwartalnika "Rozprawy biologiczne z zakresu medycyny weterynaryjnej, rolnictwa i hodowli". W Wojsku Polskim został awansowany na stopień podporucznika w korpusie oficerów rezerwy weterynaryjnych ze starszeństwem z dniem 1 lipca 1925. Na stopień porucznika został mianowany ze starszeństwem z 1 stycznia 1935 i 8. lokatą w korpusie oficerów rezerwy weterynaryjnych, grupa lekarzy.
Po zakończeniu wojny obronnej 1939 przedostał się do Wielkiej Brytanii, w latach 1940-1942 przebywał w obozie w Stacji Zbornej Oficerów Rothesay. Również na emigracji kontynuował działalność naukową. Należał do organizatorów powstałego w 1943 Wydziału Medycyny Weterynaryjnej w Edynburgu (działającego pod nazwą Komisja Akademickich Studiów Weterynaryjnych), tworząc polskim emigrantom możliwość ukończenia studiów weterynaryjnych przerwanych przez wojnę. Wykładał na tej uczelni choroby wewnętrzne i zakaźne zwierząt oraz organizację państwowej służby weterynaryjnej. Od 1 stycznia 1947 do 1 października 1948 był ostatnim przewodniczącym Komisji (dziekanem Wydziału), przeprowadził likwidację wydziału; sam pozostał na emigracji, ale część wyposażenia katedr przekazał do Polski, dokąd wyjechała grupa wykładowców. Wykładał choroby wewnętrzne i zakaźne zwierząt, organizację państwowej służby weterynaryjnej, propedeutykę chorób wewnętrznych zwierząt. Opracował skrypt Choroby zakaźne zwierząt domowych i ich zwalczanie (Edynburg 1944). Był też autorem prac The Eradication of Tuberculosis in Cattle in Poland ("Polish Science and Learning", 1944, zeszyt 4) i Najnowsze metody zwalczania gruźlicy u bydła domowego, tej ostatniej nie zdążył wydać przed likwidacją edynburskiego wydziału. Należał do założycieli Polskiego Towarzystwa Naukowego na Obczyźnie.
Był działaczem Stronnictwa Narodowego, prezesem koła Stowarzyszenia Polskich Kombatantów w Edynburgu. W latach 1968–1969 wchodził w skład Rady Trzech, gdzie zastąpił Romana Odzierzyńskiego, który 15 października 1968 złożył rezygnację.

## Ordery i odznaczenia
- Order Odrodzenia Polski[1]
- Złota odznaka honorowa Koła Lwowian w Londynie (1970)[8]